# You'll Never Walk Alone (musikalbum)
You'll Never Walk Alone är ett samlingsalbum av den amerikanske sångaren och musikern Elvis Presley, släppt i mars 1970 av RCA Records på dess budgetmärke, RCA Camden. Det var det femte Elvisalbumet som utkom på märket RCA Camden. You'll Never Walk Alone innehåller gospelinspelningar av Elvis Presley, där de äldsta är gjorda så långt tillbaka i tiden som 1957. De flesta av låtarna hade också givits ut förut, men två spår var tidigare outgivna. Albumet innehöll nästan alla gospellåtar som Elvis hade spelat in som inte förekom på His Hand in Mine (1960) och How Great Thou Art (1967).
Albumet nådde som bäst plats 69 på Billboard 200-listan i USA och plats 20 på UK Albums Chart i Storbritannien. Det certifierades guld den 27 mars 1972, platina den 15 juli 1999 och 3 × platina den 6 januari 2004 av RIAA för en försäljning av tre miljoner exemplar i USA.

## Camden-etiketten

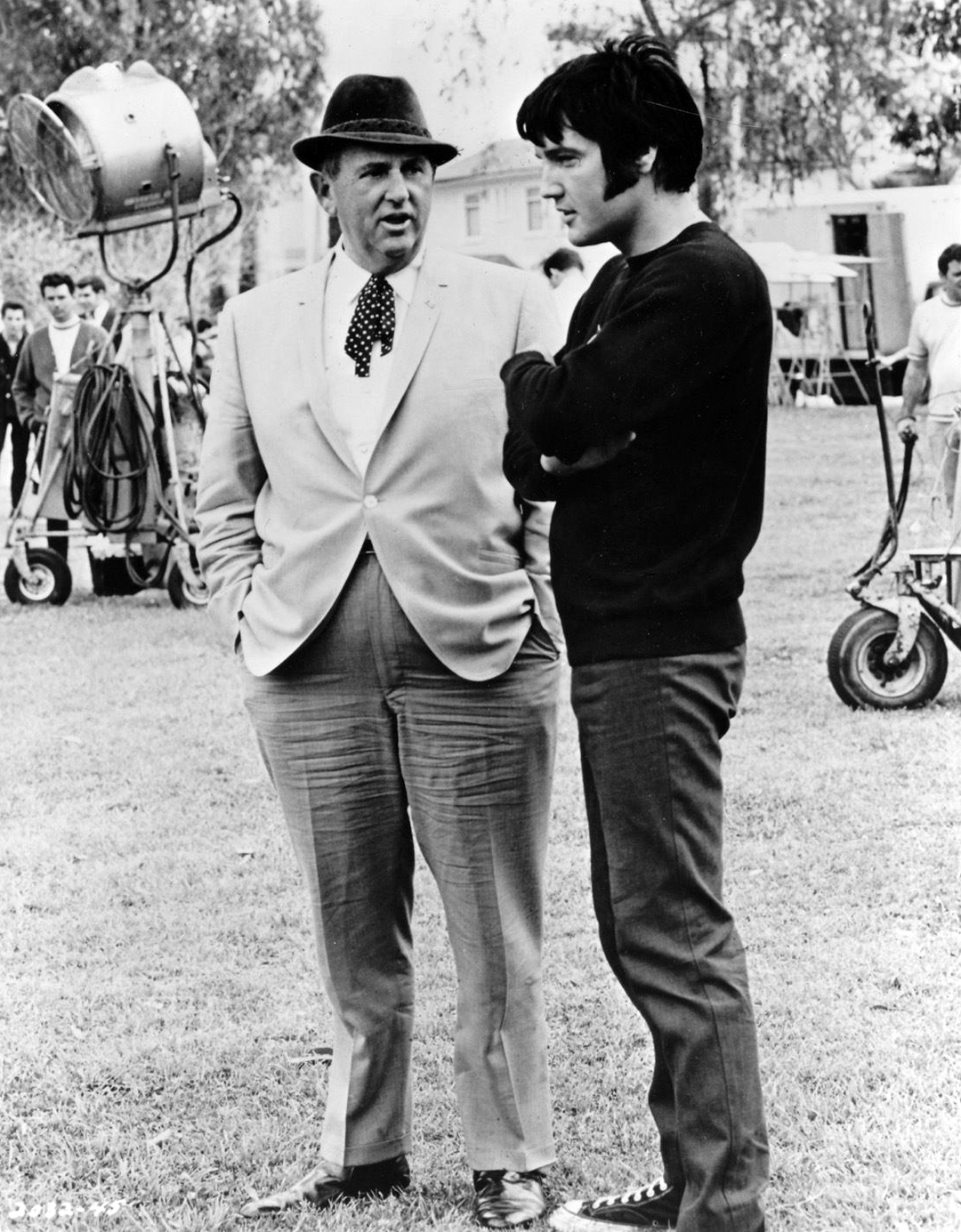
Elvis Presley och överste Tom Parker vid filminspelningen av Change of Habit 1969.

Elvis Presleys manager, Tom Parker, och Harry Jenkins på RCA Records slöt i december 1969 ett avtal om att man från och med påsken 1970 till påsken 1971 skulle ge ut fyra album av Elvis på RCA:s lågprisetikett Camden, med möjlighet för RCA att ge ut ytterligare två album under år 1971. Med det redan utgivna albumet Elvis Sings Flaming Star (mars 1969) och efter att ett nytt kontrakt om ytterligare tre album, hade upprättats, kom sammanlagt 10 Camdenskivor med Elvislåtar att ges ut fram till december 1972 (Se Camden-utgivningarna). Enligt de villkor som fanns i avtalet med RCA, gav dessa budgetalbum extra inkomster till såväl Elvis som Parker, utöver de pengar som inkom från försäljningen av de ordinarie avtalade albumen.
You'll Never Walk Alone var det femte Elvisalbumet som utkom på märket RCA Camden efter Elvis Sings Flaming Star, Let's Be Friends, Almost in Love och nyutgåvan i november 1970 av Elvis' Christmas Album. Man hade på albumet samlat ihop nästan alla gospelinspelningar av Elvis Presley som inte redan fanns utgivna på de tidigare två gospel-albumen His Hand in Mine (1960) och How Great Thou Art (1967).

## Albumets innehåll
Albumets öppningsspår, tillika den låt som fått ge namn åt albumet, är "You'll Never Walk Alone". Det är en sång som skrevs av Richard Rodgers och Oscar Hammerstein II till musikalen Carousel. Elvis Presley hade spelat in den den 11 september 1967 som vore den en andlig sång. Elvis version nominerades 1968 till en Grammy i kategorin "Best Sacred Performance" men förlorade till Jake Hess "Beautiful Isle of Somewhere". Elvis hade släppt den som singel tillsammans med "We Call on Him" i mars 1968 och den hade som bäst nått plats 90 i USA och plats 44 i Storbritannien, och båda låtarna gjorde sin albumdebut på You'll Never Walk Alone.
Två av låtarna på skivan hade tidigare inte givits ut. Det var "Let Us Pray" från filmen Change of Habit från 1969 och "Who Am I?", en överbliven låt från de inspelningssessioner i American Sound Studio i Memphis i februari 1969 som gav upphov till bland annat albumet From Elvis in Memphis. Ytterligare en filmlåt gjorde sin albumdebut här, nämligen "Sing You Children" från filmen och EP:n Easy Come, Easy Go från 1967.
Fyra av låtarna på albumet, "(There'll Be) Peace in the Valley", "I Believe", "It Is No Secret (What God Can Do)" och "Take My Hand, Precious Lord", var alla inspelade i januari 1957 och från EP:n Peace in the Valley. De hade alla också ingått i Elvis' Christmas Album från 1957, men när detta ersattes av en Camden-utgåva i november 1970, var dessa fyra låtar bortplockade och ersatta. Dessa sammanlagt nio låtar ingick i den ursprungliga amerikanska utgåvan av You'll Never Walk Alone, men ytterligare en låt, nämligen "Swing Down Sweet Chariot" som givits ut på albumet His Hand in Mine 1960, kom att infogas i den brittiska utgåvan.

## Camden och Pickwick
I mitten av 1970-talet leasade RCA Records ut rättigheterna att återutge vissa inspelningar av såväl Elvis Presley som andra RCA Victor-artister på Camden-etiketten, till det brittiska budgetutgivningsbolaget Pickwick Records. You'll Never Walk Alone återutgavs av Pickwick med det ursprungliga RCA-skivomslaget. Efter Elvis Presleys död i augusti 1977 ökade efterfrågan på hans inspelningar dramatiskt och RCA återtog därför rättigheterna till sina Camden-utgivningar. You'll Never Walk Alone gavs ut på cd första gången 1987 på RCA Camden-etiketten. RCA återutgav albumet på cd en andra gång 2006 tillsammans med de flesta av Elvis andra RCA Camden-album. Albumet certifierades guld den 27 mars 1992, platina den 15 juli 1999 och 3 × platina, för en försäljning i USA på 3 miljoner exemplar, den 6 januari 2004 av Recording Industry Association of America.

## Låtlista
| 1. | You'll Never Walk Alone                   | Oscar Hammerstein II, Richard Rodgers | 11 september 1967 | 2:42 |
| 2. | Who Am I?                                 | Rusty Goodman                         | 22 februari 1969  | 3:17 |
| 3. | Let Us Pray (från filmen Change of Habit) | Buddy Kaye, Ben Weisman               | 5 & 6 mars 1969   | 2:59 |
| 4. | (There'll Be) Peace in the Valley         | Thomas A. Dorsey                      | 13 januari 1957   | 3:20 |
| 5. | We Call on Him                            | Fred Karger, Sid Wayne, Ben Weisman   | 11 september 1967 | 2:32 |

| 1.           | I Believe                                          | Ervin Drake, Irvin Graham, Jimmy Shirl, Al Stillman | 12 januari 1957   | 2:04  |
| 2.           | It Is No Secret (What God Can Do)                  | Stuart Hamblen                                      | 19 januari 1957   | 3:54  |
| 3.           | Sing You Children (från filmen Easy Come, Easy Go) | Fred Burch, Gerald Nelson                           | 28 september 1966 | 2:08  |
| 4.           | Take My Hand, Precious Lord                        | Thomas A. Dorsey                                    | 13 januari 1957   | 3:17  |
| Total längd: | Total längd:                                       | Total längd:                                        | Total längd:      | 26:13 |

Den brittiska utgåvan är utökad med "Swing Down Sweet Chariot".
| Nr           | Titel                    | Kompositör   | Inspelningsdatum | Längd |
| ------------ | ------------------------ | ------------ | ---------------- | ----- |
| 5.           | Swing Down Sweet Chariot | trad.        | 31 oktober 1960  | 2:34  |
| Total längd: | Total längd:             | Total längd: | Total längd:     | 28:47 |